# Holconia neglecta
Holconia neglecta là một loài nhện trong họ Sparassidae.
Loài này thuộc chi Holconia. Holconia neglecta được Arthur Stanley Hirst miêu tả năm 1991.